# NGC 2620
NGC 2620 je galaksija u zviježđu Raku.

## Vanjske poveznice
- SEDS: NGC 2620